# Tropikhjälm

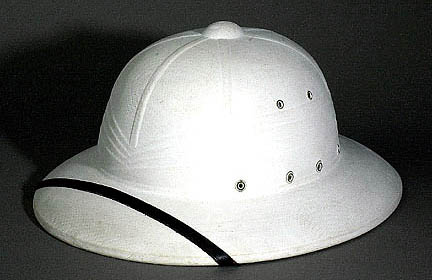
Harry Trumans tropikhjälm.

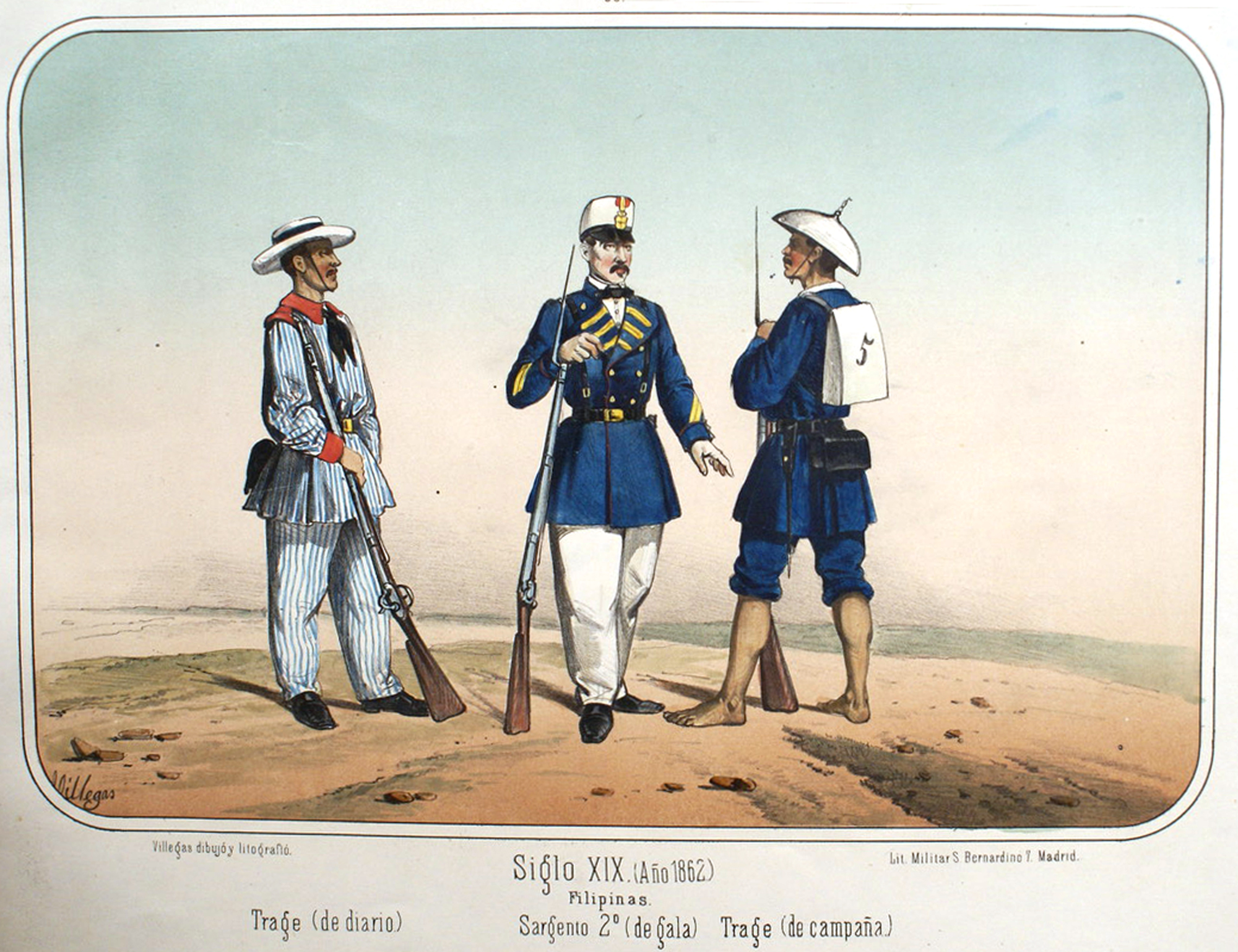
Spanska militären i Filippinerna, 1862. Soldaten till höger har en salakot

Tropikhjälm, även känd som tropikhatt eller solhjälm, är en hjälmliknande huvudbonad som används för att skydda mot stark sol. Tropikhjälmar tillverkas av lätt material som kork eller växtmärg. Den kan dränkas i vatten för att kyla bärarens huvud. I västvärlden associeras den ofta med kolonialism, framför allt koloniseringen av Afrika.
Tropikhjälmen är ursprungligen en europeisk variant av salakot, en filippinsk hatt som användes av filippinier och spanjorer i dåvarande Spanska Ostindien. Hjälmen spred sig sedan till andra kolonialmakter i Sydostasien innan den fick sitt typiska utseende i Brittiska imperiet. Den ansågs behövas i kolonierna eftersom det fanns en föreställning att européer till skillnad från "infödingar" inte klarade av den tropiska solen, något som George Orwell påminde sig att han blivit tillsagd. Han noterade att brittiska armén i Burma bytt till slokhattar under andra världskriget. I vissa sammanhang används tropikhjälmar fortfarande av diverse militära styrkor, till exempel av trumslagare i brittiska armén, och av skyttar i USA:s marinkår.